# Вона (пісня)
«Вона» (інші назви «Завтра прийде до кімнати…» або «Лиш вона») — пісня Костянтина Москальця, найбільш відома у виконанні рок-гурту «Плач Єремії».
Створення та поширення пісні пов'язано з учасниками львівського театру «Не журись!». Написав її 1989 року поет Костянтин Москалець, який співав на сцені театру власні пісні. Вперше пісня була записана Віктором Морозовим у складі тріо «Четвертий кут», увійшовши до однойменного альбому 1993 року. Найбільш відомою стала версія рок-гурту «Плач Єремії», опублікована 1995 року на альбомі «Най буде все як є…» та заспівана Тарасом Чубаєм. «Вона» принесла гуртові премію «Золота жар-птиця» за найкращу пісню в стилі рок та звання найкращого рок-гурту країни.
Пісня здобула всенародну популярність, її часто грали під акомпанимент гітари в компаніях друзів та на застіллях. Вона вважається одним із головних хітів незалежної України, найвідомішою піснею «Плачу Єремії» та Костянтина Москальця, та найпопулярнішою українською рок-баладою.

## Історія написання
Автором пісні є поет, письменник, літературний критик, перекладач та музикант Костянтин Москалець, син українського прозаїка Вілія Москальця. З 1988 року Костянтин виступав у львівському театрі «Не журись!», де виконував пісні власного авторства. У серпні 1989 року він винайняв власне помешкання у Львові на вулиці Сковороди, де в проміжку між концертами перебував на самоті із гітарою. Не маючи музичної освіти та не знаючи нот, Москалець «винайшов» новий для себе акорд, і писав пісню навколо нього. Робота тривала три доби, було написано більшість тексту, але бракувало закінчення. Коли до Москальця в гості прийшов піаніст Юрій Саєнко, з яким вони працювали в театрі, то поскаржився, що його майбутня дружина, актриса Леся Бонковська, сидить цілий день сумна; Москалець зачепився за цю фразу і написав рядок «А вона, а вона сидітиме сумна…». Робота над піснею була закінчена 25 серпня 1989 року.
Довгий час відкритим залишалося питання, чи був у ліричної героїні пісні реальний прообраз. Філолог Ірина Констанкевич вважала, що Москалець присвятив пісню своїй першій дружині Галині Пагутяк, а Тарас Чубай, який приятелював з Москальцем з 1987 року, наголошував, що «у 90-му році він [Москалець] казав, що одній дівчині присвятив, потім іншій — але це все неправда». 2009 року Москалець зізнався в інтерв'ю, що «„Вона“ — це більше символічний, ніж реальний образ». У той час його дійсно надихала Аліна Бжезінська, подруга Тараса Чубая, що вчилася в музичній школі ім. Соломії Крушельницької (пізніше вона закінчила львівську консерваторію за класом арфи, грала деякий час у складі гурту «Плач Єремії», а потім переїхала до Шотландії, де працювала арфісткою), але їй було присвячено іншу пісню «Аліна», яку виконував Віктор Морозов. 2023 року Москалець остаточно спростував міфи та легенди про те, що «Вона» присвячена конкретній людині, сказавши, що пісня «для всіх і ні для кого зокрема».

## Відомі виконавці

### Авторська версія

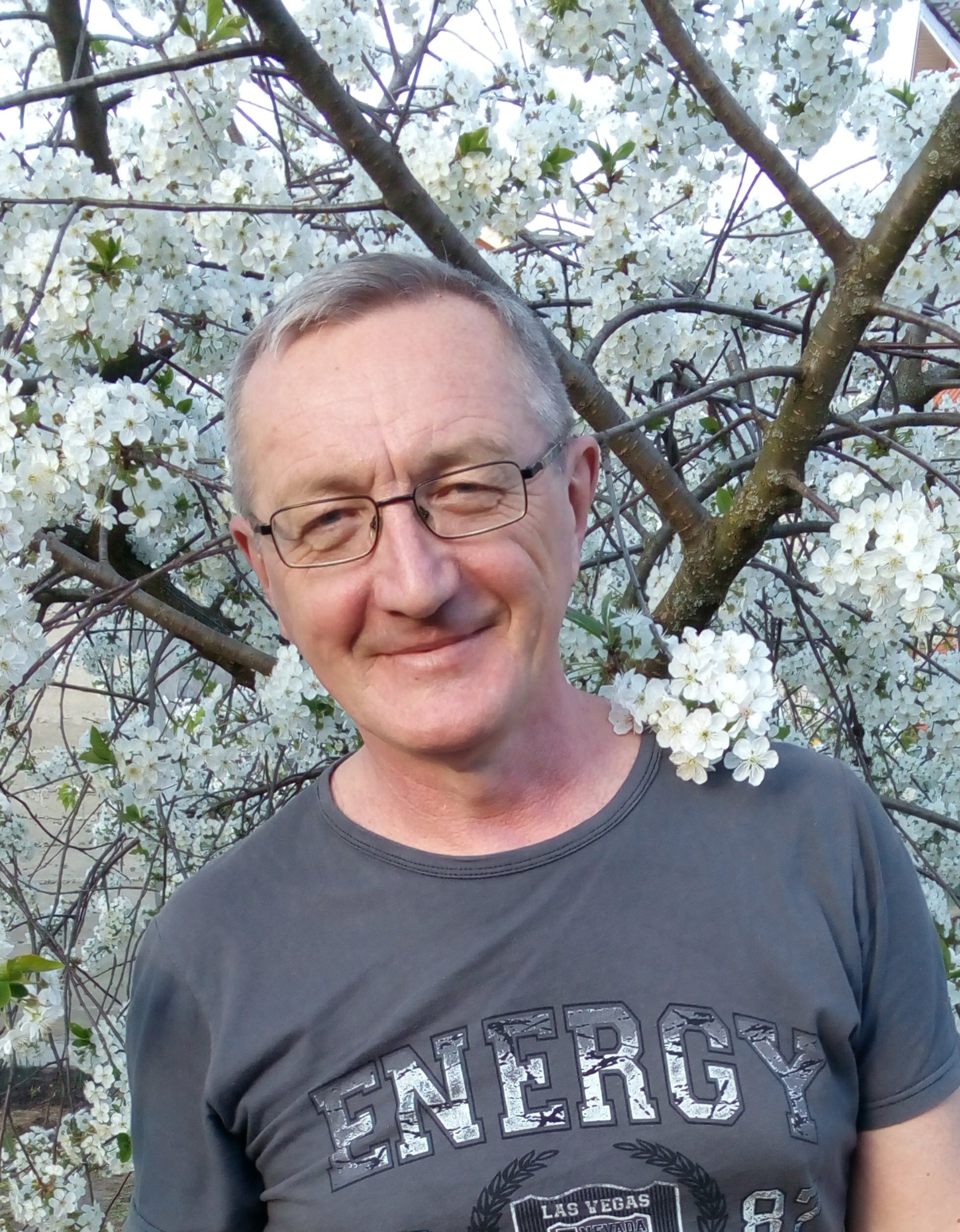
Костянтин Москалець

Першим виконавцем пісні був її автор Костянтин Москалець. Зберігся аматорський відеозапис, датований 1989 роком, на якому Москалець виконує пісню під акомпанемент дванадцятиструнної гітари, сидячи під будинком, у вікні якого можна побачити ту саму дівчину Аліну. Автором імпровізованого відеокліпу був Тарас Чубай. Перше публічне виконання пісні відбулося у Львові 4 квітня 1990 року: Москалець зіграв її на бенефісі українського поета та прозаїка Віктора Неборака. У квітні 1991 року Москалець залишив сцену, повернувся зі Львова до Бахмача, та зосередився на літературній кар'єрі. В авторському виконанні «Вона» на музичних альбомах не виходила.
Попри те, що «Вона» із самого початку була піснею, а не віршем, її текст неодноразово входив до збірок поезій Москальця. Уперше він з'явився у збірці «Символ троянди» 2001 року, та того ж року — у ширшій версії збірки, яка отримала назву «Нічні пастухи буття». «Вона» також є в книзі поезій Москальця «Мисливці на снігу» 2011 року, яка вийшла в серії «Приватна колекція» Василя Ґабора. У відповідь на питання, чому текст пісні входить до поетичних збірок, Москалець пояснював, посміхаючись: «Бо це не найгірший мій вірш».

### Віктор Морозов та «Четвертий кут»

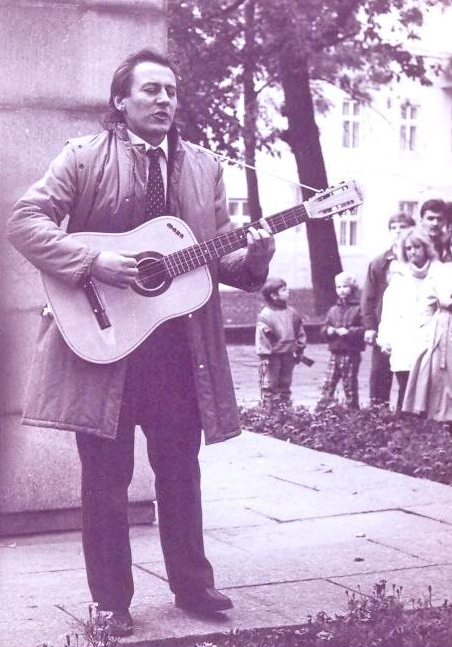
Віктор Морозов («Четвертий кут»)

Вперше пісня «Вона» була записана та опублікована 1993 року. Її виконавцем став гурт «Четвертий кут», що складався зі співака та гітариста Віктора Морозова (співзасновника театру «Не журись»), гітариста Олега Яреми та скрипаля Романа Лозинського. 1993 року «Четвертий кут» випустив дебютний однойменний акустичний альбом, записаний у львівській Студії Лева, який складався з інструментальних композицій та романтичних балад, однією з яких і стала пісня Костянтина Москальця. Альбом увійшов до списку з десяти найкращих записів року.
1993 року режисер Софія Кохмат зняла музичний фільм «А вона…», що вийшов на Львівській студії телебачення. Своєрідна «розмова мелодій» складалася із записів пісень тріо «Четвертий кут», зіграних біля входу до Домініканського собору у Львові, серед яких була і «Вона», зіграна Віктором Морозовим та Олегом Яремою.

### Тарас Чубай та «Плач Єремії»

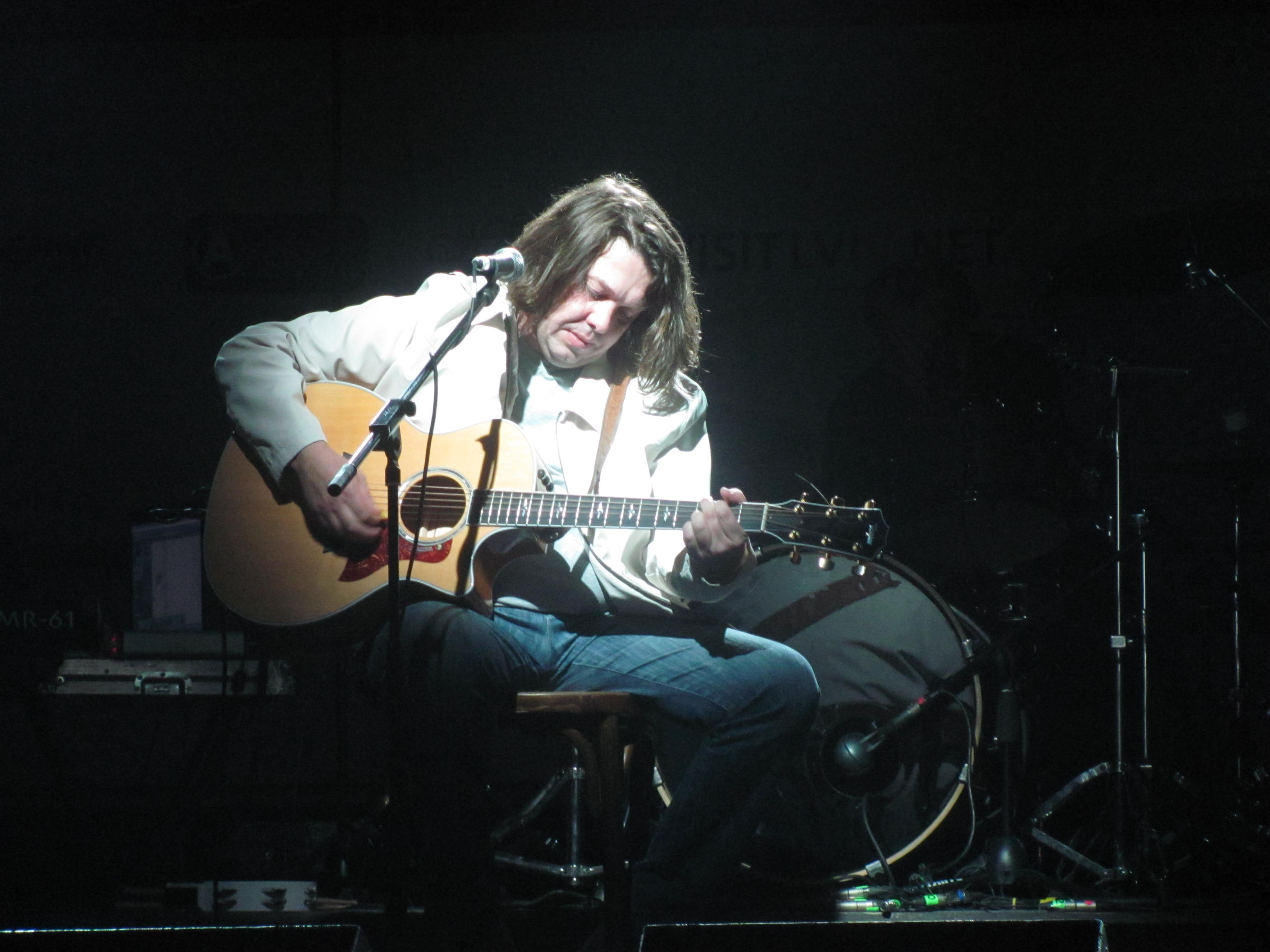
Тарас Чубай («Плач Єремії»)

Найбільш відомою стала версія пісні, яку випустив Тарас Чубай та гурт «Плач Єремії». Москалець та Чубай були знайомі із 1987 року, коли разом виступали на святі Львова, а потім працювали в місцевому театрі «Не журись». Чубай чув раніше пісню «Вона» і любив її, але виконання автора та інших артистів йому не подобалося, тому він вирішив перезаписати її. «Я хотів зробити таку версію, яка покаже емоцію, таке цунамі, що знесе стіни» — пояснював музикант своє бачення. У записі, що відбувся в Студії Лева, взяли участь музиканти гурту: Тарас Чубай (вокал, перкусія, гітара, аранжування), Всеволод Дячишин (бас-гітара), Олександр Каменецький (барабани) та Олександр Мороко (гітара). Нове аранжування підкреслювало контрастність пісні: тихий перший куплет та приспів під акомпанемент акустичної гітари, та пронизливий другий із гучним вокалом в супроводі всієї ритм-секції та емоційним соло на електрогітарі.
Пісня вийшла 1995 року на другому альбомі гурту «Плач Єремії» «Най буде все як є…», отримавши назву «Завтра прийде до кімнати…» («Вона»), та стала найпопулярнішою піснею з нього. Композиція принесла гуртові премію «Золота жар-птиця» в номінаціях «Найкращий рок-гурт» та «Найкраща пісня в стилі рок», а ще за рік її визнали найкращою піснею фестивалю «Таврійські ігри» за останні п'ять років. «Вона» увійшла до збірки «Плач Єремії» «Добре», що вийшла у 1998 році, та до альбому найкращих хітів гурту із серії «Рок-легенди України», опублікованого 2003 року.
1997 року на третьому альбомі гурту «Плач Єремії» «Хата моя» вийшла оновлена версія пісні, яка отримала назву «Вона — II (Перша кров)» та відрізнялася більш брутальним та важким звучанням. На презентації альбому в Івано-Франківську 21 травня 1997 року гурт відіграв обидві версії.

## Текст та музика
Головна героїня — «дівчинка печальна», що живе в українізованому місті, такому як Львів або Івано-Франківськ. Ліричний герой чекає на зустріч із нею наступного дня, але розуміє, що восени їм доведеться розлучитися та розбігтися «по русифікованих містах». Костянтин Москалець пояснював, що в тексті «Воної» [sic] йдеться про закінчення не лише осені, але й молодості або любові: «прихід осені невідворотний і його неможливо скасувати жодними заклинаннями або піснями; це просто такий ліричний жаль за тим, чого не можна змінити». Поет Віктор Неборак також вважав, що «цей прозорий вірш, звичайно ж, про любов, і про невблаганний час, який загрожує любові, бо його проминання ще нікому не вдалося подолати». Окрім теми кохання, пісня має яскравий національний компонент. Вона була написана в радянському Львові кінця 1980-х років, коли в місті відбувалися демонстрації та протести проти зросійщення українських земель, через це в пісню потрапив термін «русифікація», що був у той час на слуху.
Пісня була написана Москальцем під акомпанемент акустичної гітари та була простою у виконанні, складаючись лише з декількох акордів у тональності ля мінор, які можуть зіграти навіть початківці, та не потребуючи виняткових вокальних навичок: «Вмієш брати кілька акордів на гітарі, є трохи голосу — вперед!» — писали в інтернет-виданні Artefact, вважаючи простоту пісні запорукою її популярності. Аранжування «Плачу Єремії» перетворило пісню на рок-баладу. Вона розпочинається зі вступу, що триває близько пів хвилини та виконується перебором на гітарі. Перший куплет та приспів виконуються лише під акомпанемент гітари, а тихий та низький голос більше схожий на речитатив, ніж на вокал. Кульмінацією композиції стає другий куплет, в якому грає повний набір рок-інструментів, а вокал звучить динамічно та повноцінно. Як і багато інших рок-балад, «Вона» містить програш із соло на електрогітарі.

## Визнання
«Вона» вважається однією з найбільш популярних українських пісень усіх часів. 2008 року в інтернет-виданні @music її назвали «візитівкою української музики»: згідно з результатами опитування читачів сайту вона була обрана «найпам'ятнішим українським хітом останньої чверті століття», обійшовши «911» «Океану Ельзи» та «Танці» «Воплів Відоплясова». 2017 року у виданні PMG.ua її назвали однією з пісень, що знає кожен закарпатець, без якої «не обходиться жодне застілля чи просто гарний відпочинок у компанії друзів». За результатами опитування, що проводилося до 30-ї річниці незалежності України, «Вона» увійшла до 30 головних музичних хітів за час незалежності України. 2021 року видання NV охарактеризувало пісню як «самопроголошений гімн кожної осені».
У дисертації Ірини Вавшко «Музична поетика рок-балади» (Національна музична академія України ім. П. І. Чайковського, 2019 рік) «Вона» називається «безсумнівно, найвідомішою рок-баладою в історії гурту „Плач Єремії“ та в історії українського року», та порівнюється із творчістю таких гуртів, як Scorpions, Guns N' Roses або Aerosmith. На думку науковиці, жанр рок-балади у дев'яності лише почав з'являтися у творчості українських рок-гуртів, а іншими його характерними представниками були «Ми помрем не в Парижі» «Мертвого півня» (1992) та «Жовті стрічки» «Братів Гадюкіних» (1994), і лише пізніше — композиції «Океану Ельзи».

## Актуальність
Та невдовзі прийде осінь

Ми усі розбіжимося по:

1995 — русифікованих

2020 — вщент інфікованих

2021 — скрізь вакцинованих

2022 — дерусифікованих

2023 — деокупованих містах
Всенародна популярність пісні призвела до появи численних інтернет-мемів із цитатами її рядків у соціальних мережах, що набули особливого поширення восени 2021 року. Якщо раніше напередодні 3 вересня зазвичай публікували жартівливі зображення, засновані на пісні «Третье сентября» Михайла Шуфутинського, то тепер замість «я календарь переверну» (укр. я перегорну сторінку календаря) все частіше з'являлися зображення українців, що «розбігаються по русифікованих містах», або інші меми, які відсилали до тексту «Вона».  
2023 року Костянтин Москалець зауважив, що після початку російського вторгнення в Україну  пісня почала втрачати актуальність: «Коли хлопці взялися за зброю, пішли зі зброєю в руках захищати і цю мову українську, і ту свою державу, що ми тридцять з лишком років жили в ній, цей рядок, що „ми розбіжимося“, він вже не актуальний. Ми вже не розбіжимося, ми зберемося і підемо там її захищати». 